# 인평대군
인평대군 이요(麟坪大君 李㴭, 1623년 1월 10일(1622년 음력 12월 10일) ~ 1658년 6월 13일(음력 5월 13일))는 조선의 왕자이다. 인조의 셋째 아들이자, 소현세자와 효종의 동생이다.
성은 이(李), 본명은 요(㴭), 본관은 전주(全州), 자는 용함(用涵), 아호는 송계(松溪), 시호는 충경(忠敬)이다.
아버지 인조에 의해 아들 없이 죽은 삼촌인 능창대군의 사후양자로 입양되었다. 따라서 남연군의 호적과 일제강점기 당시 흥친왕, 이준용의 호적에는 능창대군의 후손으로 올라가게 되었다.

## 개요
인조와 인열왕후의 셋째 아들로, 병자호란 이후 청나라에서 인질 생활을 하였고, 이후 사은사로 수차례 청나라를 방문하였다. 효종과는 어려서부터 매우 두텁게 지냈으며 인평대군의 자녀들 또한 효종과 현종의 총애를 받았다. 경신환국 당시 아들 복창군과 복선군이 삼복의 옥에 연루되어 사형되었다. 인평대군의 후손들은 왕실의 방계에 불과하였으나 장남 복녕군의 7대손 익성군이 익종의 양자로 입적되어 고종으로 즉위하였다.

## 생애

### 출생
1622년(광해군 14년), 선조의 손자인 능양군(인조)과 청성현부인(인열왕후) 한씨의 셋째 아들로 태어났다. 이듬해 아버지 능양군이 인조반정으로 즉위하면서 입궁하였다.
아버지 인조의 명으로 아들 없이 일찍 죽은 삼촌 능창군 전의 사후 양자가되었다.

### 왕자 시절
1629년(인조 7년) 12월, 인평대군(麟坪大君)에 책봉되었다. 1634년(인조 12년) 11월 27일, 오단의 딸, 동복부부인 오씨와 혼인하였다. 인평대군과 오씨는 6남 4녀를 낳았으나 4남 2녀만이 성장하였다.
병자호란 후, 두 형 소현세자, 봉림대군(훗날의 효종)과 함께 청나라에 인질로 끌려갔다가 이듬해에 돌아왔고 1650년부터 네 차례에 걸쳐 사은사로 청나라를 방문했다.
인평대군은 효종 즉위 후까지 살아남은 효종의 유일한 동복 아우였기에 효종은 인평대군과 우애가 좋았으며 그 아들들 또한 총애했다. 인평대군이 서인들로부터 몇 차례 모함을 받았을 때도 효종의 총애로 위기를 모면하기도 했다. 인평대군이 궁궐을 출입할 때에는 집안 사람처럼 후히 대접하였고 희귀한 물건을 두고 승부를 벌이기도 하였다. 효종의 아들 현종 또한 사촌인 인평대군의 아들들과 친형제처럼 가까이 지내며 조정 일에 참여시켰고, 외아들로 태어나 가까운 종친이 없었던 숙종 또한 오촌 당숙인 삼복 형제들을 대접하였다.
숙종의 외척인 김우명과 김석주는 삼복 형제의 외숙부들이 남인 정권의 실세인 오정위, 오정일 등임을 경계하였고, 어리고 후사도 두지 못한 숙종에게 변고가 생기면 왕위가 인평대군의 아들들에게로 갈지도 모른다는 위험성 때문에 이들 형제를 제거하려 하였다. 이로 인해 일찍 죽은 복녕군을 제외한 나머지 복창군, 복선군, 복평군은 훗날 삼복의 옥에 연루되었다.

### 사망
1658년 인평대군의 병세가 위독하자 효종이 직접 집을 찾아갔으나 임종을 보기 전에 죽었다. 묘는 경기도 포천시에 있다.
 
무술년(1658) 1월에 공이 감기에 걸려서 질질 끌어 여름이 되도록 낫지 않으니,
상(효종)이 공의 집에 친림하였다.
그러자 공이 병든 몸을 이끌고 억지로 일어나서 옷을 바르게 여미고 뜰 아래로 내려왔다.
상이 손을 잡고서 올라가서는 공의 얼굴빛이 초췌한 것을 보고 자신도 모르게 눈물을 흘렸다.
세자(현종)와 여러 공주들도 모두 와서 서로 위로하였는데,
마치 한집안 사람을 대하는 듯한 예로 대하여 해가 저문 뒤에야 돌아갔다.
5월 13일에 병이 갑자기 위독해지자, 상이 몹시 놀라 견여(肩輿)를 타고 곧장 달려오고,
시신(侍臣)들은 모두 걸어서 따라왔다.
상(효종)이 공의 집 문 앞에 이르러서는 빠른 걸음으로 들어가 두세 차례 길게 공을 불렀으나,
공은 이미 응답할 수가 없었다.
그러자 상이 시신을 부여잡고 통곡을 하였고, 몸소 염습을 하였으며,
아침부터 저녁까지 죽 한 모금 마시지 않았다.
세자(현종) 역시 공의 여러 자식들을 부여잡고 통곡을 하니,
좌우에 있던 사람들이 비통하여 쳐다보지 못하였다.
3일째 되던 날에는 상(효종)이 또 비를 무릅쓰고 친림하였으며,
장사를 치르는 데 필요한 여러 가지 도구와 제전(祭奠)을 올리는 물품을
모두 대궐 안에서 마련하게 하였다.
그리고는 장례를 주관하는 중관에게 이르기를,
 “대군이 평소에 매번 비용을 줄여서 폐단을 없애라고 말하였다.
 그러니 모든 일을 되도록 간략하게 하여 그의 마음에 부응하라.” 하였다.
장사를 치르는 날짜가 정해지자, 상(효종)이 친림하여 제사를 지내려고 하였다.
그러나 마침 옥후가 미령하였던 탓에 중사를 파견해서 친히 제문을 지어 제사지냈다.
그 제문에 어려서부터 함께 놀았던 즐거움과 중년에 헤어지고 만난 정을 모두 서술하였는데,
말의 뜻이 간절하여 듣는 사람들이 모두 감격의 눈물을 흘렸다.— 《인평대군 묘지명(麟坪大君墓誌銘)》

정묘호란 때의 공로로 1628년 원종공신 1등에 올랐으며 1646년(인조 24)에 영국공신 1등에 책봉되었다. 부인 복천부부인은 감사 증 영의정 오단의 딸이다. 오단의 후손들은 후일 남인에 가담하게 된다.

### 사후
시신은 경기도 광주군 고읍(후일의 하남시), 능창군 묘 근처에 매장되었다. 1658년 7월 26일 효종의 특별 지시로 시호가 의망되었으며 충민(忠敏)으로 정해졌으나, 휘를 범했다는 논란 끝에 그해 9월 17일 충경(忠敬)의 시호가 내려졌다. 후에 효종의 묘정에 배향되었다.
1698년(숙종 24) 경기도 광주군 고읍에서 경기도 포천군 신북면 신평리로 이장되었다. 20세기 이후 각지에 산재해 있던 그의 후손들의 묘소 역시 그의 묘소 주변으로 이장, 조성되었으며 양부 능창군의 묘소도 그의 묘소 근처로 이장되었다.
그의 초상화가 20세기 초반까지 전해졌으나 후손 이재극이 1923년에 분실, 행방을 알 수 없다.

## 인물
인평대군은 제자백가에 정통하였고 시서화에 능해 세종의 아들 안평대군에 비유되기도 했다. 소현세자와 함께 조선을 찾은 청의 화가 맹영광과 교류하기도 했다. 〈고백도〉,〈노승하관도〉,〈산수도〉,〈일편어주도〉와 같은 작품을 비롯해 〈송계집〉,〈연행록〉,〈산행록〉같은 저서를 남겼다.
그밖에 그가 쓴 시조 3수 봉화낙선재구호, 소원 백화총에, 바람에 휘었노라 등이《청구영언(靑丘永言)》, 《해동가요(海東歌謠)》에도 수록되어 전한다.

## 저작

### 저서
- 《연행록 (燕行錄)》
- 《송계집》
- 《산행록 (山行錄)》

### 작품
- 《산수도》
- 《노승하관도 (老僧遐觀圖)》
- 《고백도 (古栢圖)》

## 가족 관계
| - 조부 : 원종(元宗, 1580~1619) - 조모 : 인헌왕후 구씨(仁獻王后 具氏, 1578~1626) - 아버지 : 인조(仁祖, 1595~1649) - 외조부 : 서평부원군(西平府院君) 한준겸(韓浚謙, 1557~1627) - 외조모 : 회산부부인(檜山府夫人) 창원 황씨(昌原 黃氏, 1561~1594) - 어머니 : 인열왕후 한씨(仁烈王后 韓氏, 1594~1635) - 형 : 소현세자(昭顯世子, 1612~1645) - 형 : 효종(孝宗, 1619~1659) - 동생 : 용성대군(龍城大君, 1624~1629) | - 부인 : 복천부부인 동복 오씨(同福 吳氏, 1622~1658) - 장남 : 복녕군 욱(福寧君 栯, 1639~1670) - 흥선대원군의 6대 조부 - 며느리 : 양천 허씨(陽川 許氏) - 차남 : 요절(1640) - 3남 : 복창군 정(福昌君 楨, 1641~1680) - 삼복의 옥에 연루되어 처형됨 - 4남 : 요절 - 5남 : 복선군 남(福善君 柟, 1647~1680) - 삼복의 옥에 연루되어 처형됨 - 6남 : 복평군 연(福平君 棩, 1648~1700) - 용성대군에게 입적 - 장녀 : 이금온(李金溫, 1654 ~ ?) - 풍양 조씨 조기수(趙祺壽)의 처 - 외손자 : 조원명(趙元命, 1675 ~ ?) - 외손자 : 조기명(趙耆命, 1677 ~ ?) - 차녀 : 해주 정씨 정중만(鄭重萬, 1658 ~ 1732)의 처 |

## 같이 보기
- 능창대군
- 홍수의 변
- 허견의 옥사
- 청룡사
- 오단
- 심액
- 복창군